# ويليام جي. هاريس
ويليام جي. هاريس هو سياسي أمريكي، ولد في 3 فبراير 1868 في كيدرتون في الولايات المتحدة، وتوفي في 18 أبريل 1932 في واشنطن العاصمة في الولايات المتحدة بسبب نوبة قلبية. نشط حزبياً في الحزب الديمقراطي.

## مناصب
- انتخب عضو مجلس الشيوخ الأمريكي [الإنجليزية]‏ عن دائرة مقعد جورجيا من الدرجة الثانية ‏ وقد انضم خلال فترته النيابية [الإنجليزية]‏ (4 مارس 1931 – 18 أبريل 1932) للكتلة البرلمانية الحزب الديمقراطي.
- انتخب عضو مجلس الشيوخ الأمريكي [الإنجليزية]‏ عن دائرة مقعد جورجيا من الدرجة الثانية ‏ وقد انضم خلال فترته النيابية [الإنجليزية]‏ (4 مارس 1929 – 4 مارس 1931) للكتلة البرلمانية الحزب الديمقراطي.
- انتخب عضو مجلس الشيوخ الأمريكي [الإنجليزية]‏ عن دائرة مقعد جورجيا من الدرجة الثانية ‏ وقد انضم خلال فترته النيابية [الإنجليزية]‏ (4 مارس 1927 – 4 مارس 1929) للكتلة البرلمانية الحزب الديمقراطي.
- انتخب عضو مجلس الشيوخ الأمريكي [الإنجليزية]‏ عن دائرة مقعد جورجيا من الدرجة الثانية ‏ وقد انضم خلال فترته النيابية [الإنجليزية]‏ (4 مارس 1925 – 4 مارس 1927) للكتلة البرلمانية الحزب الديمقراطي.
- انتخب عضو مجلس الشيوخ الأمريكي [الإنجليزية]‏ عن دائرة مقعد جورجيا من الدرجة الثانية ‏ وقد انضم خلال فترته النيابية [الإنجليزية]‏ (4 مارس 1923 – 4 مارس 1925) للكتلة البرلمانية الحزب الديمقراطي.
- انتخب عضو مجلس الشيوخ الأمريكي [الإنجليزية]‏ عن دائرة مقعد جورجيا من الدرجة الثانية ‏ وقد انضم خلال فترته النيابية [الإنجليزية]‏ (4 مارس 1921 – 4 مارس 1923) للكتلة البرلمانية الحزب الديمقراطي.
- انتخب عضو مجلس الشيوخ الأمريكي [الإنجليزية]‏ عن دائرة مقعد جورجيا من الدرجة الثانية ‏ وقد انضم خلال فترته النيابية [الإنجليزية]‏ (4 مارس 1919 – 4 مارس 1921) للكتلة البرلمانية الحزب الديمقراطي.